# Barndommens landskaber
Barndommens landskaber er en dokumentarfilm fra 1992 instrueret af Elisabeth Rygård efter eget manuskript.

## Handling
Poetisk rejse tilbage til nogle af de oplevelser i barndommen, der får afgørende betydning for vores personlighed som voksne. Det artige barn, som på alle niveauer er idealet i vores kultur, betaler en høj pris for at opfylde omgivelsernes forventninger.